# فرناندو ألونسو (راقص)
فرناندو ألونسو هو راقص كوبي، ولد في 27 ديسمبر 1914 في هافانا في كوبا، وتوفي بنفس المكان في 27 يوليو 2013.

## وصلات خارجية
- فرناندو ألونسو على موقع قاعدة بيانات برودواي على الإنترنت (الإنجليزية)